# Vincenzo Nigusanti
Vincenzo Nigusanti (Fano, 1487 – Saltara, 1573) è stato un vescovo cattolico italiano.

## Biografia
Appartenente alla nobile famiglia dei conti della Cerbara, fu uomo di grande erudizione, esperto in lingua greca ed ebraico. Entrò giovanissimo nella famiglia cardinalizia di Adriano Castellesi da Corneto, del quale fu segretario, e il 20 novembre 1514 venne eletto vescovo di Arbe, in Dalmazia, e l'anno seguente la sua nomina venne approvata dalla Repubblica di San Marco. Poiché Nigusanti non aveva ancora raggiunto l'età canonica, dovette attendere alcuni anni prima di ricevere la consacrazione episcopale.
Partecipò al concilio Lateranense V e al concilio di Trento.
Come era d'uso, non risiedette ad Arbe ma visse abitualmente a Venezia, governando la sua diocesi attraverso vicari.
Nella cappella privata della propria residenza nel sestiere Dorsoduro, il 24 giugno 1537 conferì l'ordine sacerdotale a Ignazio di Loyola e ai suoi primi soci della Compagnia di Gesù.
Nel 1569, raggiunti gli ottant'anni, chiese al papa di poter abbandonare il governo della diocesi di Arbe; si ritirò nel suo castello di Saltare, presso Pesaro, dove morì pochi anni dopo.